# بنتشکووو
بنتشکووو (به لهستانی:  Bęćkowo) یک روستا در لهستان است که در گمینا شچوچن واقع شده‌است.